# Shelley Conn
Shelley Deborah Conn (Barnet, 21 settembre 1976) è un'attrice britannica.

## Biografia
Shelley Conn è nata in Inghilterra, nel quartiere londinese di Barnet nel 1976 ed è di origini britanniche e singalesi.
Dopo aver frequentato la Scuola d'Arte Drammatica, ha lavorato per la televisione, il cinema e il teatro, con una serie di ruoli da protagonista in diversi film inglesi a basso budget prima di ottenere nel 2001 il ruolo di Miriam Da Silva nella serie televisiva Mersey Beat. Ha fatto anche una comparsa nella popolare serie della BBC Down to Earth. Nel 2011 è stata scelta da Steven Spielberg come una delle protagoniste della serie televisiva Terra Nova, che ha debuttato negli Stati Uniti d'America il 26 settembre 2011, finendo cancellata dopo 13 episodi.

## Filmografia

### Cinema
- Possession - Una storia romantica (Possession), regia di Neil LaBute (2002)
- La fabbrica di cioccolato (Charlie and the Chocolate Factory), regia di Tim Burton (2005)
- Il ritorno di Mr. Ripley (Ripley Under Ground), regia di Roger Spottiswoode (2005)
- L'entente cordiale, regia di Vincent De Brus (2006)
- Nina's Heavenly Delights, regia di Pratibha Parmar (2006)
- New Town Killers, regia di Richard Jobson (2008)
- Come lo sai (How Do You Know), regia di James L. Brooks (2010)
- Flim: The Movie, regia di Raffaello Degruttola (2014)

### Televisione
- The Last Musketeer, regia di Bill Britten – film TV (2000)
- Mersey Beat – serie TV, 10 episodi (2001)
- Second Generation, regia di Jon Sen – film TV (2003)
- Down to Earth – serie TV, episodio 5x10 (2005)
- Transit, regia di Niall MacCormick – film TV (2005)
- The Innocence Project – serie TV, episodi 1x05-1x07 (2006-2007)
- Party Animals – serie TV, 8 episodi (2007)
- Amanti (Mistresses) – serie TV, 16 episodi (2008-2010)
- Raw – serie TV, 6 episodi (2008)
- Dead Set – miniserie TV, episodi 1x01-1x02 (2008)
- Strike Back – serie TV, 5 episodi (2010)
- Marchlands – miniserie TV, 5 episodi (2011)
- Terra Nova – serie TV, 11 episodi (2011)
- The Lottery – serie TV, 10 episodi (2014)
- Heartbeat – serie TV, 10 episodi (2016)
- Liar - L'amore bugiardo (Liar) – serie TV, 11 episodi (2017-2020)
- Delitti in Paradiso (Death in Paradise ) – serie TV, episodio 8x02 (2020)
- Bridgerton - serie TV (2022-)
- Good Omens - serie TV, 4 episodi (2023)
- Gen V - serie TV, 8 episodi (2023-in corso)

## Doppiatrici italiane
Nelle versioni in italiano delle opere in cui ha recitato, Shelley Conn è stata doppiata da:
- Chiara Colizzi in Amanti, Strike Back, Terra Nova
- Laura Lenghi in Delitti in Paradiso
- Claudia Razzi in Liar - L'amore bugiardo
- Francesca Fiorentini in Heartbeat
- Alessia Amendola in Bridgerton
- Paola Majano in Good Omens
- Domitilla D'Amico in Gen V